# Jalousiens Magt
Jalousiens Magt er en dansk stumfilm fra 1918, der er instrueret af Lau Lauritzen Sr. efter manuskript af Valdemar Andersen.

## Handling
Denne artikel mangler et handlingsreferat. Hjælp os med at skrive det.